# Not-invented-here-Syndrom
Das Not-invented-here-Syndrom (Abkürzung NIH, deutsch „nicht hier erfunden“) beschreibt abwertend die Nichtbeachtung von bereits existierendem Wissen durch Unternehmen oder Institutionen aufgrund des Entstehungsortes. Der Begriff bezeichnet die Tendenz, Produkte, Forschung, Standards oder Wissen von externen Quellen nicht zu verwenden oder zu kaufen, weil sie von außen kommen und nicht in eigener Arbeit entstanden sind.

## Definition und Erklärung
Die Problematik ist eine Folge des Gruppendenkens. Bei einer Make-or-buy-Entscheidung bewirkt NIH die Bevorzugung einer Selbsterstellung. Dies kann mit höheren Kosten und einer längeren Zeitdauer einhergehen, kann aber auch den positiven Effekt haben, eingespielte Prozesse nicht zu stören und die eigene Leistungsfähigkeit zu trainieren.
Dan Ariely zitiert Mark Twain aus dessen Essay Some national stupidities als frühe Referenz zu diesem Thema:

„Wie lange es dauert, bis ein Teil der Welt die nützlichen Ideen eines anderen Teils übernimmt, nimmt einen wunder und ist unerklärlich. Diese Form der Dummheit ist auf keine Gemeinschaft, keine Nation beschränkt; sie ist universell. Tatsache ist, dass die Menschen nicht nur sehr lange brauchen, bis sie nützliche Ideen übernehmen – manchmal beharren sie auch hartnäckig darauf, sie ganz zu verschmähen. […]“

Anders gesagt, stellt sich das NIH-Syndrom wie folgt dar:

„Das NIH-Syndrom stellt eine Grundhaltung gegenüber der Akquisition externen Wissens dar, die eine negativere Ausprägung annimmt, als auf Basis ökonomischer Erwägungen notwendig wäre. Das NIH-Syndrom entsteht oftmals aufgrund unzureichender oder unbefriedigender Erfahrungen im Prozess der Akquisition externen Wissens, was zu einer Abneigung gegenüber diesem führt.“

Das Problem zu lösen kann schwierig sein:

„Um das NIH-Syndrom zu überwinden, müssen über die Jahre angeeignete Verhaltensmuster und Einstellungen revidiert werden. Die dadurch ermöglichte Akquisition von externem Wissen führt zu einer Hebung von bisher ungenutzten Potentialen.“

## Beispiele
Verschiedene Beispiele finden sich bei der NASA. Hier trafen und treffen ständig Teams und Abteilungen aufeinander, deren Wissensaustausch von ökonomischer und teilweise überlebenswichtiger Bedeutung ist. Das war etwa bei der Atlas-Rakete der Fall, aber auch, wenn es um die Zusammenarbeit der NASA und des Department of Defense (Verteidigungsministerium der Vereinigten Staaten) geht.
Zum Beispiel trat das NIH-Syndrom beim Apollo-Programm auf: Man erkannte dort, dass Abteilungen nicht hinreichend miteinander kommunizierten. Die Schlussfolgerung des oberen NASA-Managements war, dass die Sicherheit der Astronauten nicht gewährleistet werden könnte, wenn man das NIH-Syndrom nicht überwand. Als Gegenmaßnahme wurden bei der NASA spezielle Stellen geschaffen und mit Personen besetzt, die keiner Abteilung fest zugeordnet waren. Von Inhabern dieser Stellen war und ist heute noch die Aufgabe zu erfüllen, zwischen den Abteilungen zu pendeln und Informationen hin- und herzutragen, womit sich die jeweils ausführenden Personen zu keiner Zeit besonders beliebt machten. Darauf kam es aber nicht an. Was zählte war, dass sie die Zuverlässigkeit der Projekte stark positiv beeinflussten. Dennoch kam es gelegentlich noch zu Pannen. So wurde am Skylab von der zuständigen Konstruktionsabteilung die Außenhaut modifiziert, ohne diese Modifikation mit der Abteilung Aerodynamik abzustimmen. In der Folge hielt die Verkleidung den aerodynamischen Kräften während des Raketenstarts beim Durchfliegen der Erdatmosphäre nicht stand und wurde stark beschädigt, mit weiteren negativen Folgen für das Projekt.